# Ghiacciaio Portage
Il ghiacciaio Portage (Portage Glacier) è un ghiacciaio situato nell'Alaska (Stati Uniti) sud-centrale tra i borough di Anchorage e di Kenai.

## Storia
Il nome del ghiacciaio è apparso per la prima volta nel 1898 in una pubblicazione della United States National Geodetic Survey a cura del fisico e meteorologo (autodidatta) Thomas Corwin Mendenhall (1841 - 1924). Fu così chiamato perché si trovava sulla rotta "portage" tra lo Stretto di Prince William (Prince William Sound) e la baia di Turnagain (Turnagain Arm) usata dai cacciatori di pellicce.
Nelle lingue locali il ghiacciaio è chiamato: Tutl'uh Yun'e Li.

## Descrizione
Il ghiacciaio si trova all'estremità nord-occidentale della Foresta Nazionale di Chugach (Chugach National Forest). È lungo mediamente 10 km e largo alla base 800 metri e nasce nel gruppo montuoso Chugach (estremità nord-occidentale). Il fronte del ghiacciaio si trova a circa 256 m s.l.m.. Il ghiacciaio alimenta il lago Portage (Portage Lake) e il fiume Portage (Portage Creek) che sfocia nella baia di Turnagain (Turnagain Arm). La località più vicina è Whittier a 6 km verso est. (Da Anchorage dista circa 80 km).
Il ghiacciaio è circondato dai seguenti monti (tutti appartenenti al gruppo montuoso del Chugach):
| Nome del monte       | Altezza (m s.l.m.) | Coordinate             | Distanza e direzione dal ghiacciaio Portage |
| -------------------- | ------------------ | ---------------------- | ------------------------------------------- |
| Byron Peak           | 1.400              | 60°43′42″N 148°51′40″W | 2 km verso ovest                            |
| Carpathian Peak      | 1.782              | 60°41′24″N 148°49′50″W | 4 km verso sud-ovest                        |
| Baird Peak           | 999                | 60°44′38″N 148°43′37″W | 5 km verso nord-est                         |
| Shakespeare Shoulder | 942                | 60°45′12″N 148°42′46″W | 6 km verso nord-est                         |

Altri ghiacciai vicini al Portage sono:
| Nome del ghiacciaio | Altezza del fronte (m s.l.m.) | Coordinate             | Distanza e direzione dal ghiacciaio Portage |
| ------------------- | ----------------------------- | ---------------------- | ------------------------------------------- |
| Byron Glacier       | 613                           | 60°44′29″N 148°51′20″W | 4 km verso nord-ovest                       |
| Shakespeare Glacier | 666                           | 60°45′09″N 148°43′39″W | 6 km verso nord-est                         |
| Explorer Glacier    | 672                           | 60°46′34″N 148°55′03″W | 7 km verso nord-ovest                       |
| Skookum Glacier     | 309                           | 60°46′06″N 148°52′58″W | 4 km verso ovest                            |
| Concordia Glacier   | 980                           | 60°42′26″N 148°43′34″W | 4 km verso est                              |
| Carroll Glacier     | 614                           | 60°42′07″N 148°43′33″W | 5 km verso sud-est                          |
| Milton Glacier      | 478                           | 60°41′00″N 148°44′00″W | 5 km verso sud-est                          |

### Ritiro del ghiacciaio
Centinaia di anni fa il ghiacciaio riempiva l'intera valle di Portage (compreso il lago) e formava un unico campo di ghiaccio con quelli che ora sono cinque ghiacciai separati (Explorer, Middle, Byron, Burns e Shakespeare).
Tra la fine dell'800 e l'inizio del 1900, il ghiacciaio terminava sulla terra all'estremità occidentale del lago Portage. Quindi il fronte del ghiacciaio ha iniziato a ritirarsi costantemente. Il ritiro iniziale del ghiacciaio coincise con il noto riscaldamento climatico associato alla fine della Piccola era glaciale (circa metà del XIX secolo). La recessione più rapida di circa 140-160 metri all'anno si verificò tra il 1939 e il 1950. La recessione continuò negli anni '70 e '80  fino alla fine del 1999 per un ritiro totale di quasi 5 chilometri. Attualmente la fronte del ghiacciaio sembra essersi fermata sulla linea del 1999.

## Accessi e turismo
Il ghiacciaio è accessibile tramite la Portage Glacier Highway () che si forma al miglio 78 (125,5 hm) dall'autostrada Seward che collega la cittadina di Seward con Anchorage. Dalla  Portage Glacier Highway, che in realtà prosegue fino alle porte di Whittier, una strada privata di mezzo miglio (800 metri) conduce ad un ampio parcheggio presso il Begich Boggs Visitor Center sul lago. Da qui, prima del 2000, il ghiacciaio era visibile con cannocchiali e binocoli. Ora, dato il suo ritiro, è visibile solamente attraversando il lago in barca. Dal Begich Boggs Visitor Center, dopo un altro chilometro e mezzo si raggiunge un piccolo porticciolo dal quale la "Portage Glacier Cruises" gestisce una breve crociera verso il ghiacciaio, che porta 5 volte al giorno i visitatori vicino al ghiacciaio Portage.

## Alcune immagini

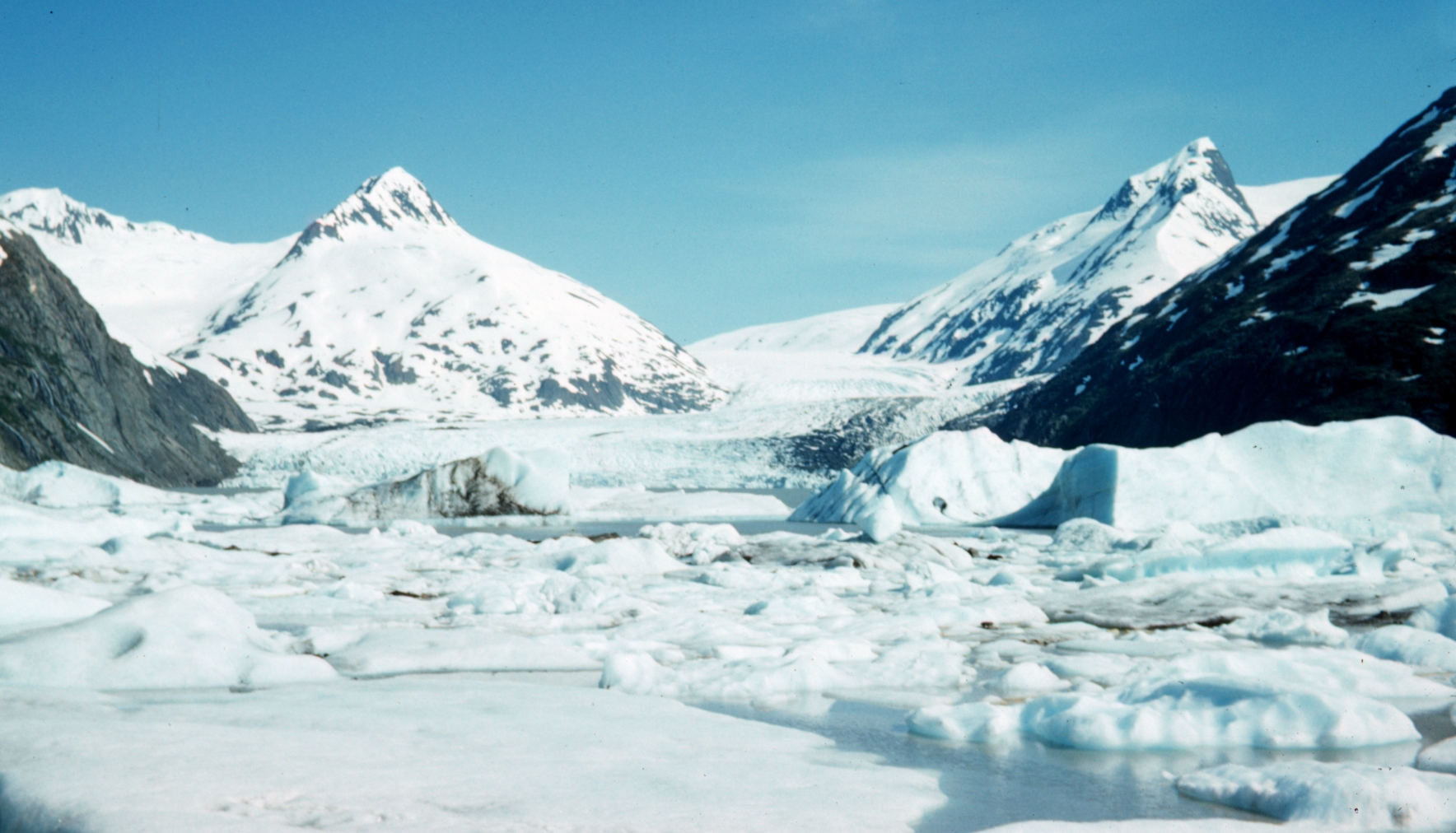
Il ghiacciaio nel 1958
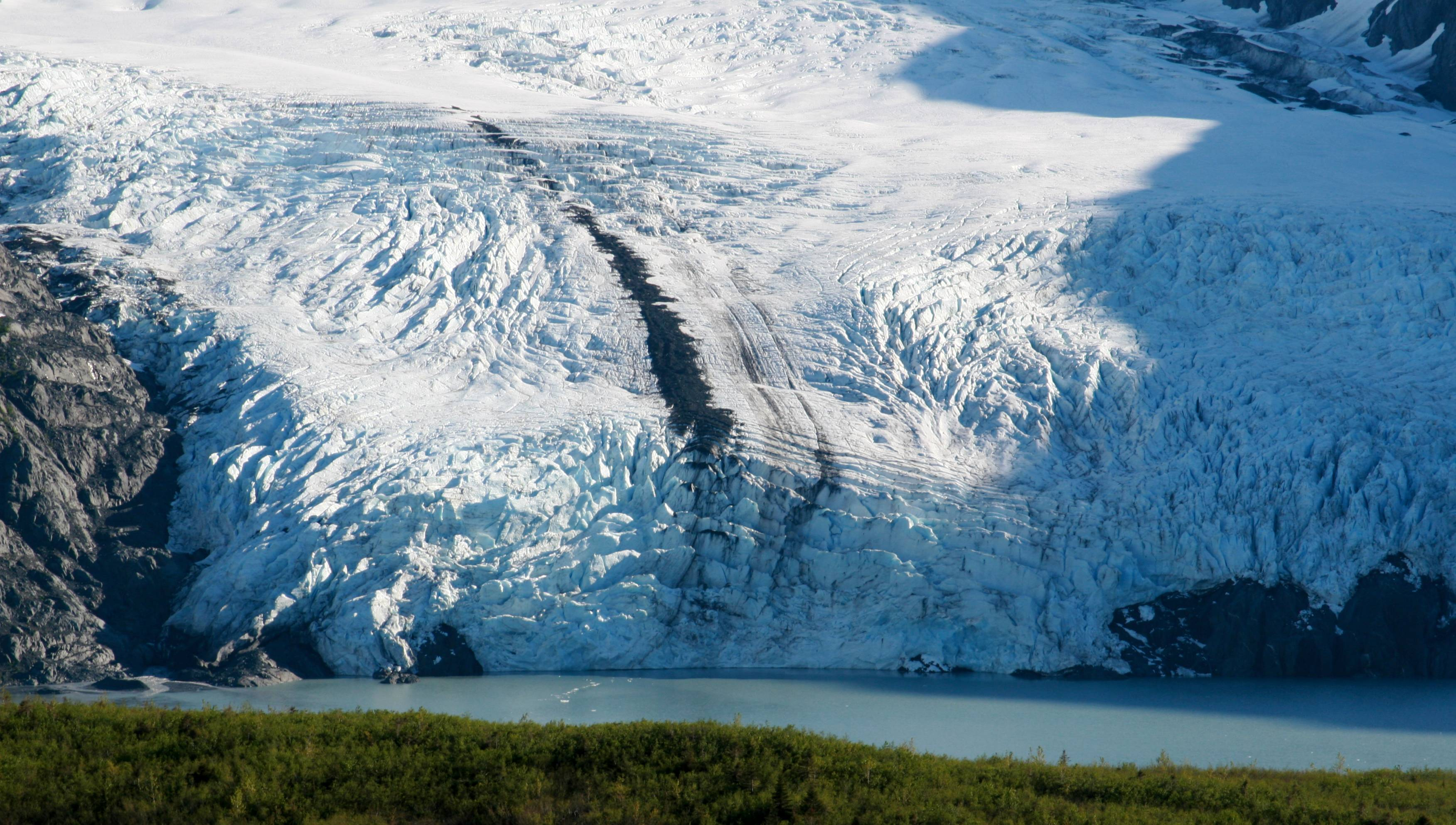
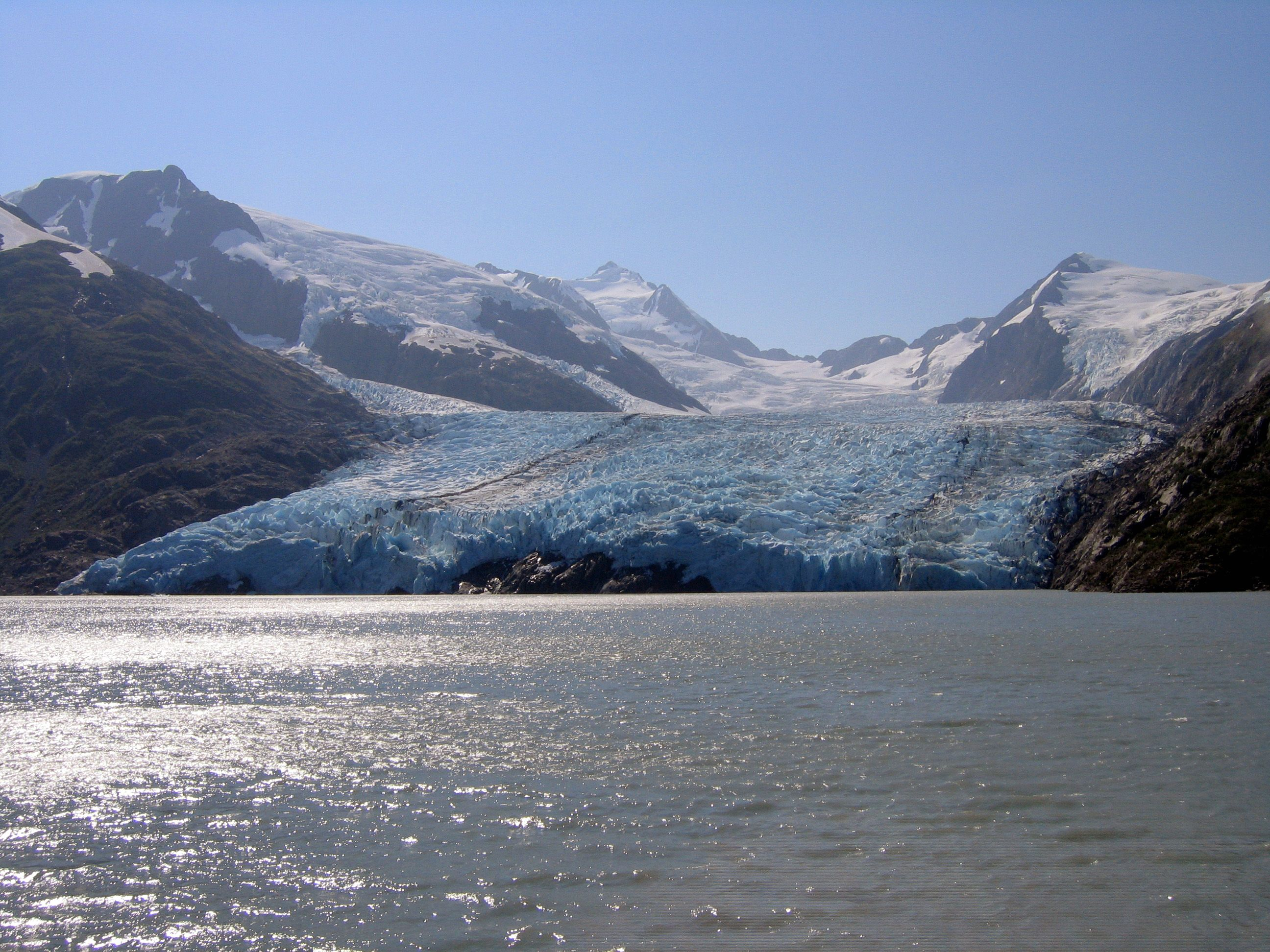
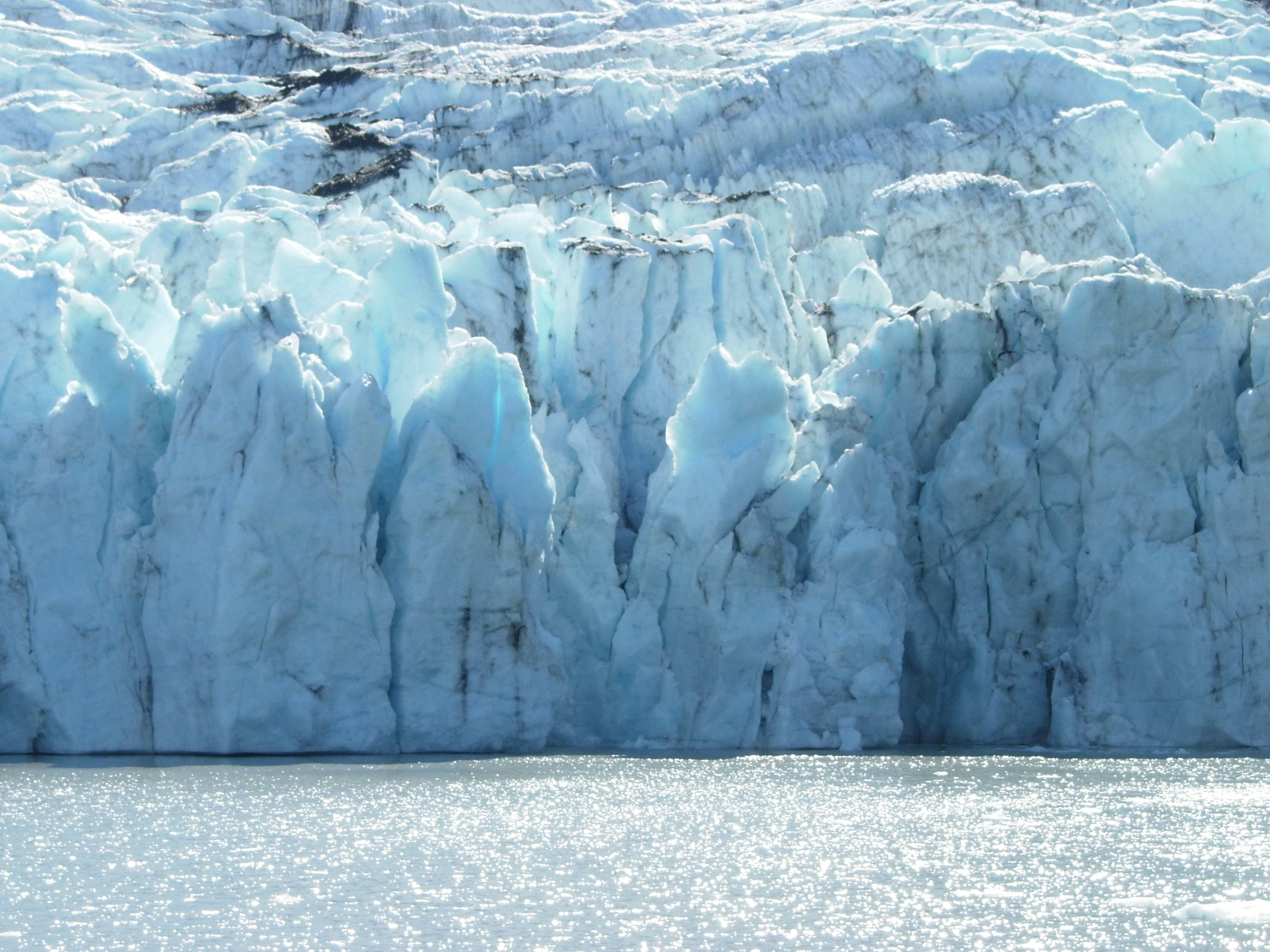
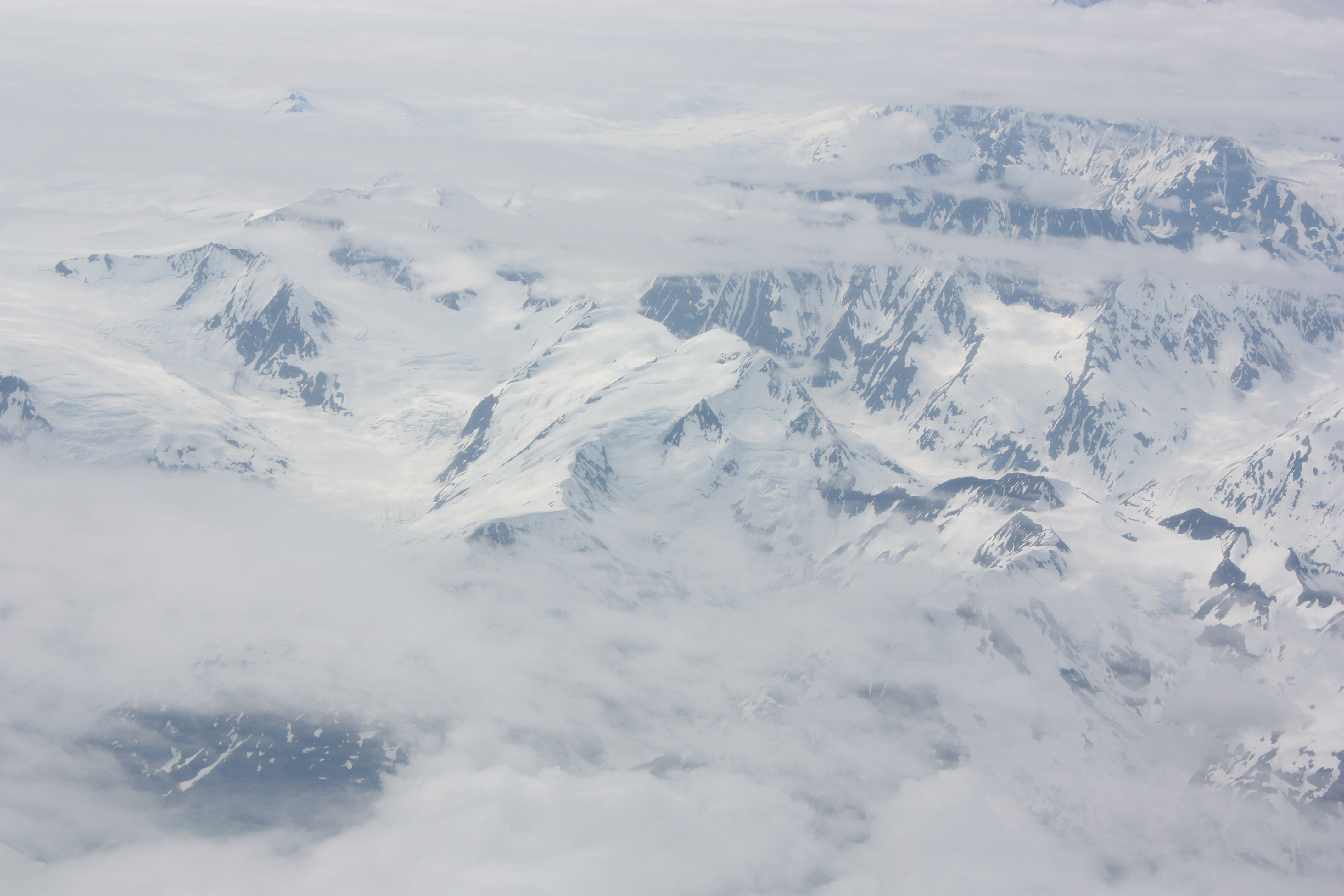
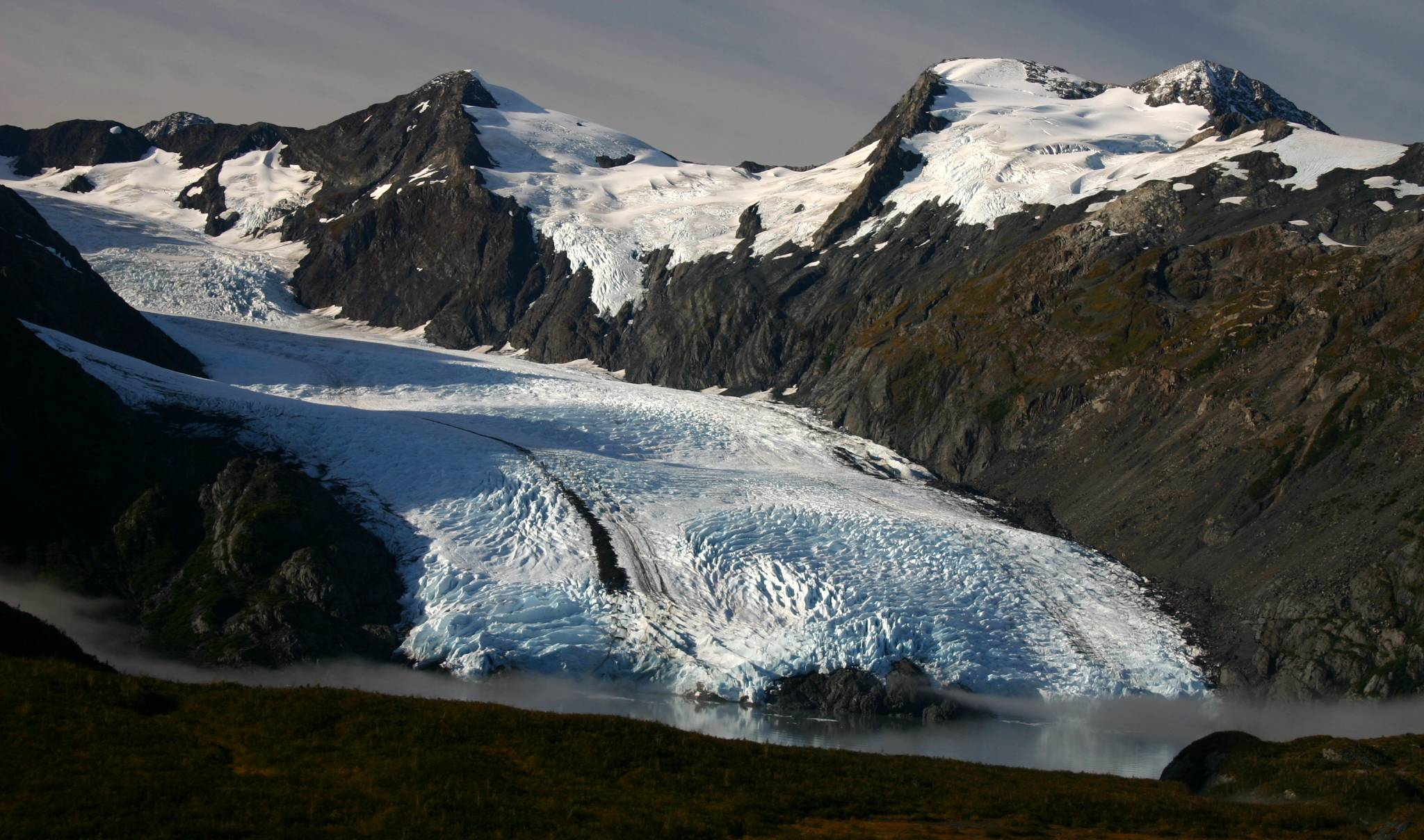
Il ghiacciaio in giugno 2019